# Honda CB 1300S
Honda CB 1300S je motocykl kategorie naked bike, vyvinutý firmou Honda, vyráběný od roku 2005.
Je polokapotovanou variantou modelu Honda CB 1300, pod názvem CB 1300S je prodáván v Evropě, na americkém trhu je označován jako Super Bol D'Or. Mezi konkurenty patří především Yamaha XJR 1300 a Suzuki GSX 1400.

## Technické parametry
- Rám: dvojitý kolébkový
- Suchá hmotnost: 236 kg
- Pohotovostní hmotnost: kg
- Maximální rychlost: 230 km/h
- Spotřeba paliva: 7,5 l/100 km